# رودولفو بيريرا
رودولفو بيريرا (بالإسبانية: Rodolfo Pereira Thiele)‏ هو مجدف تشيلي، ولد في 20 سبتمبر 1959.

## وصلات خارجية
- رودولفو بيريرا على موقع الاتحاد الدولي للتجديف (الإنجليزية)
- رودولفو بيريرا على موقع أوليمبيديا (الإنجليزية)